# Marco Pezzaiuoli
Marco Pezzaiuoli (Mannheim, 16 novembre 1968) è un dirigente sportivo e allenatore di calcio tedesco, direttore sportivo del Galatasaray SK.